# Gnaphosidae
Gnaphosidae là một họ nhện. Họ này gồm có 114 chi và khoảng 2000 loài. Họ này là họ lớn thứ 7 từng được biết đến. Loài mới vẫn được phát hiện tiếp. Chúng có quan hệ gần gũi với Clubionidae.